# Воскресенский, Григорий Александрович
Григо́рий Алекса́ндрович Воскресе́нский (27 января (8 февраля) 1849, Чернейка, Ржевский уезд, Тверская губерния, Российская империя — 23 марта 1918, Сергиевский посад, Дмитровский уезд, Московская губерния, РСФСР) — русский богослов, филолог-славист, специалист по истории библейских переводов; заслуженный профессор МДА, член-корреспондент Императорской Академии наук (1894).

## Биография
Родился в семье священника в с. Чернейка Ржевского уезда Тверской губернии. Окончил Тверскую духовную семинарию (1868) и Московскую духовную академию (1871), — со степенью кандидата богословия: 1-й магистрант богословского отделения XXVIII курса. Был направлен в Императорский Санкт-Петербургский университет, где занимался славянской филологией под руководством И. И. Срезневского и В. И. Ламанского. В 1873—1875 годах совершенствовал образование в славяноязычных учебных центрах Европы: Прага, Белград, Загреб и др., где изучал славянские рукописи.
С июня 1875 года состоял приват-доцентом Московской духовной академии по русскому языку и славянским наречиям; одновременно в 1878—1880 годах преподавал русский язык в прогимназии Саргиева Посада.
В октябре 1879 года защитил диссертацию «Древний славянский перевод Апостола и его судьбы до XV века», за которую получил степень магистра богословия и в ноябре был определён на должность доцента академии; с ноября 1883 года — экстраординарный, а с 1896 года, после защиты диссертации «Характеристические черты четырех редакций славянского перевода Евангелия от Марка по 112 рукописям Евангелия XI—XVI вв.» (М., 1896) — ординарный профессор Московской духовной академии по кафедре русского и церковно-славянского языков с палеографией и историей русской литературы.
В своей докторской диссертации Воскресенский выделял 4 основные редакции Евангелия от Марка. Древнейший перевод, восходящий к т. н. лукиано-константинопольской редакции греческого текста, возник, по его мнению, на землях, населенных южными славянами. Старейшая русская редакция восходит к концу XI — началу XII веков. Она содержится, например, в Мстиславовом и Юрьевском апракосных Евангелиях. Третью редакцию он отнёс к XIV веку, связывая её с Новым заветом митрополита Алексия; эта же редакция находится во 2-м Четвероевангелии Никона Радонежского из собрания Троице-Сергиевой лавры и в Четвероевангелии XIV в. из собрания Ф. А. Толстого. Позднейшую редакцию Воскресенский связал с Константинопольским Четвероевангелием 1382 г. из собрания Синодальной библиотеки; именно эта редакция с незначительными и непринципиальными изменениями стала обычной в русских Евангелиях XV—XVI веков (в Геннадиевской Библии 1499 года и во множестве других списков). Критический разбор труда Воскресенского провёл М. Н. Сперанский: «Рецензия на труды Воскресенского» (СПб., 1899). В настоящее время научным сообществом приняты две последние редакции из классификации Воскресенского. От мнения о русском происхождении полного апракоса автор отказался сам.
Г. А. Воскресенский состоял членом Правления МДА (1897—1902). С февраля 1901 года Г. А. Воскресенский — заслуженный ординарный профессор. Согласно прошению 20 января 1902 года вышел за штат, но продолжал читать лекции вплоть до 1905 года. С 1902 — почётный член МДА.
С 1894 года являлся действительным членом Общества истории и древностей российских.

## Сочинения
- Академик А. Ф. Бычков, почетный член Московской Духовной Академии // Богослов, вестник. — 1899. — Февраль — С. 114—126.
- Алексиевский список Нового Завета и Четвероевангелие преподобного Никона, Радонежского чудотворца // Богословский вестник. — 1893. — Март. — С. 167—173.
- Амфилохий епископ Угличский. — М.: Университетская тип., 1894. — 12 с.
- Величие Пушкина как поэта и человека: Речь в торжественном собрании в честь Александра Сергеевича Пушкина // Богослов, вестник. – 1899. – Февр. – С. 212–238.
- Голос первого русского естествоиспытателя [М.В. Ломоносова) об отношении естествознания к религии. – М.: Унив. тип., 1890. – 17 с. – Отт. из: Душеполез. чтение. – 1890.
- Древнерусская редакция славянского перевода Евангелия. – [СПб.]: Тип. Добродеева, Ценз. 1888. – 58 с. – Извлеч. из: Странник. – 1888.
- Древлеславянский Апостол. – Сергиев Посад: 2-я тип. Снегиревой, 1892–1908. – В вып. 2–5: Изд. Отд-ния рус. яз. и словесности Имп. Акад. наук, тип. Свято-Троиц. Сергиевой Лавры.
  - Вып. 1: Послания св. Апостола Павла по основным спискам четырех редакций рукописного славянского Апостольского текста с разночтениями из пятидесяти одной рукописи Апостола XII- XVI веков: Послание к римлянам. – 1892. – [4], 228 с.
  - Вып. 2: Послание св. Апостола Павла к коринфянам 1-е по основным спискам четырех редакций рукописного славянского Апостольского текста с разночтениями из пятидесяти семи рукописей Апостола XII-XVI веков. – 1906. – 26, 209 с.
  - Вып. 3, 4, 5: Послания св. Апостола Павла к коринфянам 2-е, к галатам и к ефесянам по основным спискам четырех редакций рукописного славянского Апостольского текста с разночтениями из пятидесяти шести рукописей Апостола XII-XVI веков. – 1908. – 396 с. разд. паг.
- Древний славянский перевод Апостола и его судьбы до XV века: Опыт исследования языка и текста славянского перевода Апостола по рукописям XII-XV веков. – М.: Унив. тип. (М. Катков), 1879.–344, 4 с.
- Евангелие от Марка по основным спискам четырех редакций рукописного славянского Евангельского текста с разночтениями из ста восьми рукописей Евангелия XI-XVI веков. – Сергиев Посад: 2-я тип. Снегиревой, 1894. – 404, IV с.
- Из церковной жизни южных славян: 1–6. – Сергиев Посад: 2-я тип. Снегиревой, [1893–1896]. – Отт. из: Богослов, вестник. – 1893–1896.
  - Из церковной жизни болгар. – [1893]. – 38 с. [2j: Из церковной жизни сербов. – [1893]. – 45 с. [3]: Из церковной жизни черногорцев. – [1894]. – 20 с. [4]: Православная славянская Церковь в Боснии и Герцеговине. – [1895]. – 44 с.
  - Православная славянская Церковь в Австро-Венгрии. – 1896]. – 33 с.
  - То же. – [1896]. – 86 с.
- История славянского перевода Символа веры. Соч. А. Гезе-на. СПб., 1884: Рец. – [СПб.]: Тип. Имп. Акад. наук, Ценз. 1886. – 17 с. – Из: Отчет о двадцать восьмом присуждении наград графа Уварова...
- К вопросу о новом пересмотре славянского перевода Библии // Богослов, вестник. – 1903. – Янв. – С. 226–246.
- К вопросу о славянском переводе Евангелия: Критическая заметка. – СПб.: Тип. Имп. Акад. наук, 1886. – 41 с.
- Кирилло-Мефодиевский славянский перевод Библии // Чтения в О-ве любителей духов, просвещения. – 1885. – Май.
- Ломоносов и Московская Славяно-греко-латинская Академия: (К 125-летней годовщине Ломоносова): Речь, произнесенная на публичном акте Московской Духовной Академии 1 окт. 1890 г. – М.: Тип. Волчанинова, 1891. – 112, 32 с.
- Новый Завет Господа нашего Иисуса Христа. Труд святителя Алексия, митрополита Московского и всея Руси. Фототипическое издание Леонтия, митрополита Московского. М., 1892: [Рец.]. – Сергиев Посад: 2-я тип. Снегиревой, [1893]. – 2 с. – Отт. из: Богослов, вестник. – 1893.
- О заслугах протоиерея Александра Васильевича Горского для славяно-русской филологической науки // Богослов, вестник. – Т. 3. – С. 442–455.
- Отзыв о сочинении И.Е. Евсеева «Книга пророка Даниила в древнеславянском переводе. Введение и тексты». М., 1905. -СПб.: Тип. Ими. Акад. наук, 1908. – 46 с. – Отт. из: Сб. отчетов о премиях и наградах, присуждаемых Имп. Акад. наук за. 1907 год. – СПб., 1909. – С. 68–113.
- Памяти архимандрита Леонида, наместника Свято-Троицкой Сергиевой Лавры. – М.: Унив. тип., 1892. – 33 с.
- Первоначальный Кирилло-Мефодиевский перевод Библии // Моск. церков. ведомости. – 1885. – № 15. – С. 268–270.
- Погодинский № 27 Апостол и Чудовская, усвояемая св. Алексию, рукопись Нового Завета. – СПб.: Тип. Имп. Акад. наук, 1904. – 30 с, 3 л. Факс.
- Православные славяне в Австро-Венгрии: С прил. карты православных епархий в Австро-Венгрии. – СПб.: С.-Петерб. Славянское благотворительное о-во, 1913. -VIII, 206 с, 1 л. карт.
- Придворная и академическая проповедь в России 150 лет Назад. – М.: Унив. тип.. 1894. – 90 с. – Отт. из: Душеполез. чтение. – 1894.
- Сборник образцов чешского языка: Составлен по «Славянской хрестоматии» Г. Воскресенского. – Киев: Калита, 1915. – 36 с.
- Славянская хрестоматия: Сборник по славянским наречиям: С сведениями и замечаниями о памятниках и общими характеристиками наречий. – М.: Унив. тип. (Катков), 1882–1884.
  -    Вып. 1: Языки древний церковно-славянский и древнерусский. – 1882. – IV, 110, 111 с.
  -    Вып. 2: Языки болгарский, сербо-хорватский и словинский. – 1883. – IV, 292 с.
  -    Вып. 3: Языки чешский (с словацким), лужицкий и польский. – 1884. – 226 с. разд. паг.
- Славянские рукописи, хранящиеся в заграничных библиотеках: Берлинской, Пражской, Венской, Люблянской, Загребской и двух Белградских. – СПб.: Тип. Имп. Акад. наук, 1882. – [58] с.
- Тысячелетие памяти св. Мефодия, архиепископа Моравского просветителя славян (885–1885 г., 6 апреля): Кирилло-Мефодиевский славянский перевод Библии. – М.: Тип. Волчанинова, [1885]. – 24 с.
- Характеристические черты четырех редакций славянского перевода Евангелия от Марка по сто двенадцати рукописям Евангелия XI-XVI веков. – М.: Унив. тип., 1896. – VIII. 305 с. – Из: Чтения в О-ве истории и древностей российских при Моск. Ун-те. – 1896.